# Sunset Grill
Pour plus de détails, voir Fiche technique et Distribution.
Sunset Grill est un film américain réalisé par Kevin Connor, sorti en 1993.

## Fiche technique
- Titre : Sunset Grill
- Réalisation : Kevin Connor
- Scénario : Marcus Wright et Faruque Ahmed
- Musique : Ken Thorne
- Pays d'origine : États-Unis
- Genre : thriller
- Date de sortie : 1993

## Distribution
- Peter Weller : Ryder Hart
- Lori Singer : Loren
- Stacy Keach : Harrison Shelgrove
- Alexandra Paul : Anita
- John Rhys-Davies : Stockton
- Michael Anderson Jr. : Lieutenant Jeff Carruthers
- Kelly Jo Minter : Joanna
- Benito Martinez : Guillermo
- Danny Trejo : jeune mexicain
- Branscombe Richmond : membre d'un gang